# Conopophage à couronne rousse
Conopophaga castaneiceps
Espèce
Statut de conservation UICN

 LC  : Préoccupation mineure
Le Conopophage à couronne rousse (Conopophaga castaneiceps) est une espèce de passereaux de la famille des Conopophagidae.

## Description

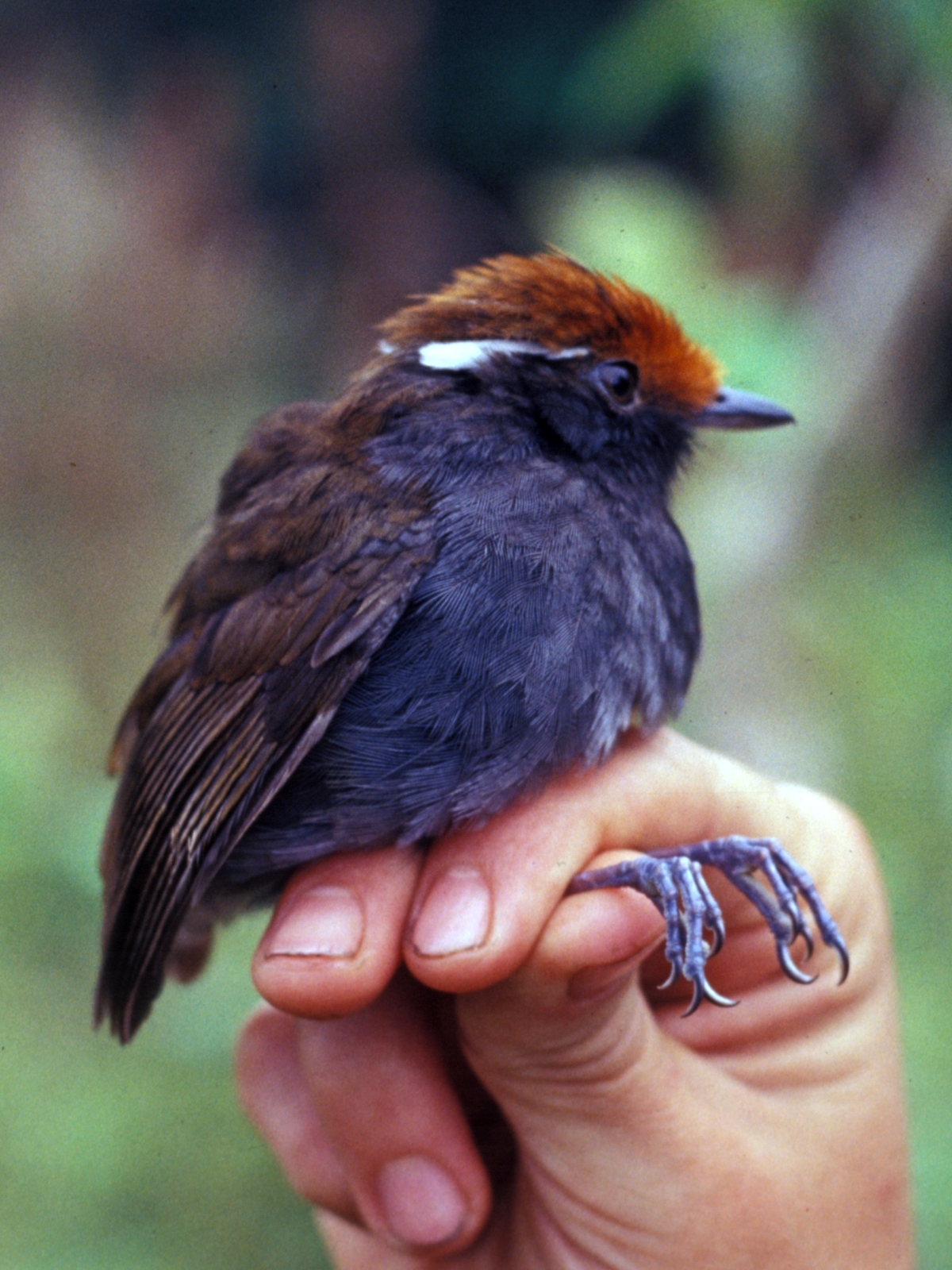
Conopophage à couronne rousse (mâle)

## Liste des sous-espèces
Selon BioLib (19 juin 2018) :
- sous-espèce Conopophaga castaneiceps brunneinucha Berlepsch & Stolzmann, 1896
- sous-espèce Conopophaga castaneiceps castaneiceps P. L. Sclater, 1857
- sous-espèce Conopophaga castaneiceps chapmani Carriker, 1933
- sous-espèce Conopophaga castaneiceps chocoensis Chapman, 1915

Selon Catalogue of Life (19 juin 2018) :
- sous-espèce Conopophaga castaneiceps brunneinucha Berlepsch & Stolzmann, 1896
- sous-espèce Conopophaga castaneiceps castaneiceps P. L. Sclater, 1857
- sous-espèce Conopophaga castaneiceps chapmani Carriker, 1933
- sous-espèce Conopophaga castaneiceps chocoensis Chapman, 1915

Selon la classification de référence du Congrès ornithologique international (version 8.1, 2018) :
- sous-espèce Conopophaga castaneiceps chocoensis Chapman, 1915
- sous-espèce Conopophaga castaneiceps castaneiceps Sclater, PL, 1857
- sous-espèce Conopophaga castaneiceps chapmani Carriker, 1933
- sous-espèce Conopophaga castaneiceps brunneinucha von Berlepsch & Stolzmann, 1896